# Karl-Erik Åström
Karl-Erik Åström   (Suècia, 18 d'abril de 1924 - 9 de desembre de 1993) fou un esquiador de fons suec que va competir durant les dècades de 1940 i 1950. En el seu palmarès destaquen dues medalles d'or al Campionat del Món d'esquí nòrdic de 1950.